# Sterling K. Brown
Sterling Kelby Brown (n. 5 aprilie 1976, Saint Louis, Missouri, SUA) este un actor american. A primit în carieră numeroase premii între care trei premii Emmy și un Glob de Aur, având și o nominalizare la premiile Oscar. A fost inclus în lista revistei Time a celor mai influenți 100 de oameni din lume în 2018. Este cunoscut mai ales pentru rolul Randall Pearson din serialul dramă NBC This Is Us.

## Copilăria și tinerețea
Brown s-a născut în 1976 în Saint Louis, Missouri, părinții săi fiind Sterling Brown și Aralean Banks Brown. Are două surori și doi frați. Tatăl lui Sterling a murit când acesta avea zece ani. În copilărie, era cunoscut sub numele de Kelby, dar la vârsta de șaisprezece ani, a ales să adopte numele Sterling. Într-un interviu din 2016, el a explicat motivele din spatele acestei decizii:
| “ | Numele meu era Kelby. Mama mea mi-a spus această poveste – a repetat-o a doua zi – într-o zi, la grădiniță, am venit acasă și am spus: „Mamă, Sterling are opt litere și Kelby are cinci. O să-l ascult pe Kelby și apoi, când voi împlini șaisprezece ani, o să mă numesc Sterling. Nici nu-mi amintesc asta. A fost încurajator pentru mine că a fost plecat de ceva vreme și m-am gândit: „Kelby era un nume de băiat,,. M-am simțit pregătit să devin Sterling. | ” |

Brown a absolvit Universitatea Stanford în 1998 cu o diplomă în actorie. Inițial și-a dorit să se specializeze în economie pentru a lucra în afaceri, dar s-a îndrăgostit de actorie pe când era încă boboc la facultate. Brown a urmat apoi Școala de Arte Tisch a Universității din New York, unde a obținut o diplomă de master în artă.

## Cariera
După ce și-a terminat diploma de facultate, Brown a jucat multe roluri în teatrul local. Ulterior, a apărut în roluri secundare în numeroase seriale de televiziune, inclusiv; Spitalul de urgență, NYPD Blue, JAG, Boston Legal, Alias, Without a Trace. Brown a apărut și în filme artistice precum Stay (2005) cu Ewan McGregor.
În 2016, Brown a jucat în miniseria FX American Crime Story: The OJ Simpson Case în rolul lui Christopher Darden, pentru care a câștigat un premiu Emmy și un premiu Globul de Aur.
Din 2016, Brown a apărut în serialul de televiziune This Is Us. În 2018, a devenit primul actor afro-american care a câștigat Premiul Globul de Aur pentru cel mai bun actor într-o dramă de televiziune.
În 2023, a jucat rolul regizorului și scenaristului Cord Jefferson, în filmul American Fiction, rol pentru care e nominalizat la Premiile Oscar.

## Viața personală
În iunie 2007, Brown s-a căsătorit cu actrița Ryan Michelle Bathe, pe care a cunoscut-o în boboc la Universitatea Stanford . Au doi copii împreună.

## Filmografie

### Film
| An   | Titlu                           | Rol                       | Regizor                  | Note           |
| ---- | ------------------------------- | ------------------------- | ------------------------ | -------------- |
| 2002 | Brown Sugar                     | Co-Worker                 | Rick Famuyiwa            |                |
| 2005 | Trust the Man                   | Rand                      | Bart Freundlich          |                |
| 2005 | Stay                            | Frederick / Devon         | Marc Forster             |                |
| 2008 | Righteous Kill                  | IA Detective Rogers       | Jon Avnet                |                |
| 2011 | Our Idiot Brother               | Officer Omar Coleman      | Jesse Peretz             |                |
| 2013 | The Suspect                     | The Other Suspect         | Stuart Connelly          |                |
| 2015 | Mojave                          | Detective Fletcher        | William Monahan          | nemenționat    |
| 2016 | Whiskey Tango Foxtrot           | Sergeant Hurd             | Glenn Ficarra John Requa |                |
| 2016 | Spaceman                        | Rodney Scott              | Brett Rapkin             |                |
| 2016 | Split                           | Shaw                      | M. Night Shymalan        | Scene șterse   |
| 2017 | Marshall                        | Joseph Spell              | Reginald Hudlin          |                |
| 2018 | Black Panther                   | N'Jobu                    | Ryan Coogler             |                |
| 2018 | Hotel Artemis                   | Sherman / Waikiki         | Drew Pearce              |                |
| 2018 | The Predator                    | Agent Will Traeger        | Shane Black              |                |
| 2019 | The Angry Birds Movie 2         | Garry                     | Thurop Van Orman         | Voce           |
| 2019 | Waves                           | Ronald Williams           | Trey Edward Shults       |                |
| 2019 | Frozen II                       | Lieutenant Destin Mattias | Jennifer Lee Chris Buck  | Voce           |
| 2020 | The Rhythm Section              | Marc Serra                | Reed Morano              |                |
| 2022 | Honk for Jesus. Save Your Soul. | Lee-Curtis Childs         | Adamma Ebo               | Și producător  |
| 2022 | Biosphere                       | Ray                       | Mel Eslyn                |                |
| 2023 | American Fiction                | Clifford "Cliff" Ellison  | Cord Jefferson           |                |
| 2024 | Atlas                           | Colonel Elias Banks       | Brad Peyton              |                |
| TBA  | The Psalm of Howard Thurman †   | Narrator                  | Arleigh Prelow           | Post-producție |